# Sitnocvjetna vrbolika
Sitnocvjetna vrbolika (sitnocvjetna vrbovica, lat. Epilobium parviflorum) je ljekovita biljka koja uglavnom raste uz staze, potoke i livade. Poznata je postala zahvaljujući austrijskoj travarici Mariji Treben koja je istu preporučala kao odličan lijek za probleme prostate. To je trajnica, pripada rodu Epilobium, porodica vrbolikovke.
Sitnocvijetna vrbovica, ružičasto cvijeće u vrhu gornjeg lišća, promjer cvijeta 1,5-2,2 cm, četiri kratke brazde na laticama.  Donji listovi su nasuprotni, duljine 3-7 cm. Raste na obalama, uz mokre rubove šumskih staza, te na povremeno potopljjenim područjima. Cvijeta od lipnja do rujna, raste 20 do 80 cm visine. Koristi se kao ljekovita biljka

## Srodne vrste vrbovica
Močvarna vrbolika, Epilobium palustre, cvjetovi crvenkasto-bijeli, promjer cvata 1-1,5 cm, ljevkasti, četiri brazde na latici. Stabljika je okrugla. Listovi su nasuprotni, dugi 3-6 cm, sjedeći. Raste duž jaraka, te na mokrim livadama. Cvijeta od srpnja do rujna, naraste od 10 do 50 cm.
Planinska vrbovica (Epilobium montanum) - cvjetovi promjera cvijeta 1,5-2,2 cm, četiri kratke brazde na laticama. Raste u šumama, živicama, vrtovima. Pojavljuje se prvenstveno u brdima na visini od oko 700 metara, ponekad također niže. Cvijeta od lipnja do rujna, raste od 30 do 90 cm. 
Ružičasta vrbovica (Epilobium roseum), cvijeće promjera cvijeta od 1-1,5 cm, lijevak, isprva gotovo bijeli, zatim ružičasti. Raste uz potoke i rijeke u planinskim područjima. Cvijeta od srpnja do rujna, raste 20-90 cm visoka. 
Dlakava vrbovica (Epilobium hirsutum), ružičaste cvjetovi 2-4 cm u promjeru.Listovi kopljasti,do 12 cm dužine.  Raste oko jaraka, duž nasipa, u poplavnim šumama uz obalu vode, na močvarnim livadama. Cvijeta od srpnja do rujna, raste od 0,5 do 1,5 m. Ne upotrebljava se u medicinske svrhe, iako nije štetna.
Ciprej (Epilobium angustifolium), crvenkasto ružičasti cvjetovi, 2-4 cm u promjeru, listovi kopljasti dugi 5-15 cm i Širine do 5 cm. Nalazimo ga na čistim šumskim rubovima ,te duž željezničkih pruga i puteva. Uglavnom u velikom broju.Kod nas ga najviše ima na Velebitu i u Gorskom kotaru. Cvate od lipnja do kolovoza, naraste od 0,5 do 1,8 m. U ljekovite svrhe koristi se u Rusiji / Ivan čaj, i to još od 12.stoljeća/ ,SAD i Kanadi.Iako ga Marije Treben nije koristila ,niti smatrala uporabljivim danas se zna   da mu je djelovanje jače od djelovanja sitnocvijetne vrbovice.

## Uzgoj vrbovice
Lako se uzgaja u vrtu. Potrebna je dovoljna vlaga. Ako joj tlo i osunčanost odgovaraju, brzo se širi.

## Djelotvorne tvari
Flavonoidi, sitosterol, glacijalne kiseline (galotanini), triterpeninska kiselina, pektini, biljni hormoni, lignani.

## Svojstva
Sadrži tvari koje imaju aktivno djelovanje na patološke promjene u tijelu, te djeluju protuupalno i inhibiraju procese koji dovode do povećanja prostate. Koristi se u svim fazama bolesti prostate, kao što je teško ispuštanje mokraće, karcinom mokraćnog mjehura i karcinom prostate, ili bol u mjehuru i bubrezima (za tu svrhu je također preporučena i za žene). Mnogi ljudi koji već duže vrijeme imaju problema s prostatom, uz pomoć ove biljke mogu se izliječiti, često čak i bez operacije. Ako je operacija već obavljena, čaj smanjuje ili eliminira upalu i druge probleme koji su uobičajeni nakon operacije. Znanstveno je dokazano da ekstrakt vrbovice (ali i drugih biljaka iz roda Epilobium) inhibira proliferaciju stanica prostate.

## Priprema i primjena
Čaj -  čajnu žličicu suhe biljke preliti s kipućom vodom i ostaviti da stoji 10 minuta. Piti dvije šalice dnevno, prvo jutro prije jela i drugu uvečer.
Tinktura - narezati biljku i napuniti staklenu posudu do 2/3. Prelijte rakijom ili vodkom i stavite je na mračno i toplo mjesto (na primjer, u ormaru). Povremeno protresti. Nakon 3 tjedna procijediti i uzimati 30 kapi 2x dnevno, ujutro prije jela i navečer.
Piti čaj i tinkturu 3 tjedna, a zatim prestati barem jedan tjedan i ponoviti ciklus ako je potrebno. Obično muškarci piju pripravke 2 puta godišnje 3 tjedna. U slučaju većih problema, primjenu nastaviti i do dva mjeseca, a zatim barem tjedan dana pauze. Nastavite prema potrebi s ciklusima od 3 tjedna.
Lakše mokrenje i ublažavanje boli pojavljuju se obično nakon prvog tretmana.

## Kontraindikacije
Nisu poznate. Preporuča se konzultacija s liječnikom. 